# 佐々木佑花 ココcolor
『佐々木佑花 ココcolor』（ささきゆうか ココカラー）は、2018年4月7日から2019年9月28日までHBCラジオ（北海道放送）で放送されていたラジオ番組。

## 概要
佐々木佑花（当時HBCアナウンサー）がパーソナリティを務めていた4時間生放送のワイド番組。室谷香菜子の産休・育休入りによって一度終了することになった『室谷香菜子 fightoooh!!』に替わってスタートした。前番組と同様、毎週土曜 8:00 - 12:00（日本標準時）に放送されていた。
番組内のジングルは北海道の音楽ユニット『木箱』（SAyA・西村サトシ）が制作した。
毎年3月と9月中旬に行われる特別番組『HBCラジオスペシャル おいしいラジオ!』放送時は番組自体が休止となるが、佐々木も『おいしいラジオ』出演者として番組に参加していた。
2018年11月17日放送分は、後輩アナウンサーの森結有花が佐々木のピンチヒッターを担当。
番組の終了後、この時間帯には再び『室谷香菜子 fightoooh!!』が放送されている。また、本番組の中継コーナーを担当していた佐藤舞（HBCラジオパーソナリティ）は、引き続き『室谷香菜子 fightoooh!!』の中継コーナーに出演している。

## コーナー
- HASSIN! CONSADOLE（8時台）
- ココカラ リポート（9時台・10時台）
- OTARU CITY CRUISE（9時台）
- WEEKLY FIGHTERS（10時台）